# Microcharops latiannulatus
Microcharops latiannulatus là một loài tò vò trong họ Ichneumonidae.